# تختي أباد (كليائي)
تختي أباد (بالفارسية: تختی‌آباد) هي قرية تقع في إيران في قسم کلیائي الريفي. يقدر عدد سكانها بـ 29 نسمة بحسب إحصاء 2016.